# Carenitis
Carenitis (em grego: Καρενιτις; romaniz.: Karenitis; em armênio: Կարին; romaniz.: Karin) ou Caranitis (Καρανιτις, Karanitis), segundo a Geografia de Ananias de Siracena (século VII), foi um cantão (gavar) da província (ascar) de Alta Armênia, no Reino da Armênia. Compreendia uma área de 2 275 quilômetros quadrados e estava centrado na cidade de Carim (atual Erzurum). Fazia parte das propriedades reais da dinastia arsácida e em 378, foi local da batalha entre o rei Varasdates (r. 378–378) e o nacarar Manuel Mamicônio. No tempo da Paz de Acilisena de 387, foi um dos territórios mantidos no "reino" deixado sob controle de Ársaces III (r. 378–390), mas sua administração foi conduzida diretamente pelo império, com a fundação de uma fortaleza em Carim (chamada pelos romanos como Teodosiópolis). Com a eventual dissolução do reino de Ársaces III em 390, em decorrência de seu falecimento, Carenitis foi incluída na província de Armênia Interior. Em 528, com a reorganização das províncias armênias do Império Bizantino sob Justiniano I (r. 527–565), fez parte da Armênia Magna até sua eventual transferência, em 536, à Armênia Prima, que compreendia toda a Armênia Interior e antigos territórios da Armênia Prima original. Essa província manteria tal nome até o final do reinado de Heráclio (r. 610–641).